# Staffnalm
Die Staffnalm ist eine Alm in Grassau im Landkreis Traunstein in Bayern.

## Lage
Die Alm befindet sich oberhalb von Marquartstein auf einer Höhe von 1050 m ü. NHN unweit der Bergstation der Hochplattenbahn.

## Bauten
Der Kaser der Staffnalm wurde 1975 durch den Neubau der heutigen Gastwirtschaft ersetzt.

## Heutige Nutzung
Die Staffnalm ist nicht bestoßen, die Gaststätte ist zwischen Anfang Mai und Ende Oktober geöffnet.